# Stasys Lozoraitis (junior)

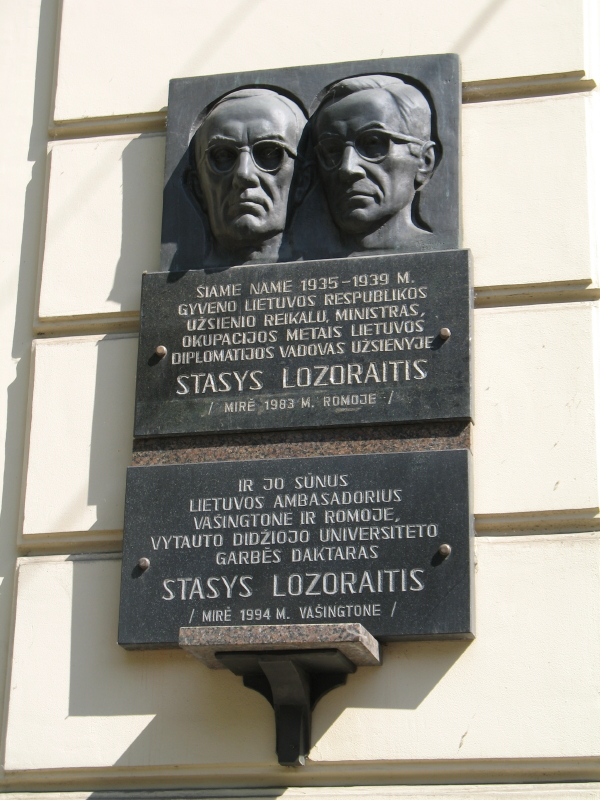
Tablica pamiątkowa poświęcona Stasysowi Lozoraitisowi i jego ojcu

Stasys Lozoraitis (ur. 2 sierpnia 1924 w Berlinie, zm. 13 czerwca 1994 w Waszyngtonie) – litewski dyplomata, polityk i działacz emigracyjny, przywódca litewskiej emigracji w latach 1987–1991, kandydat w wyborach prezydenckich w 1993.

## Życiorys
Jego ojciec, Stasys, był posłem Republiki Litewskiej w Berlinie i jej przedstawicielem dyplomatycznym w Rzymie po aneksji państwa dokonanej przez ZSRR.
Stasys Lozoraitis w latach 1935–1939 uczył się w gimnazjum w Kownie. Po 1940 wraz z ojcem opuścił Litwę. Od 1943 pracował w przedstawicielstwie Litwy w Watykanie. W latach 1944–1948 studiował prawo na Uniwersytecie Rzymskim – La Sapienza.
Wieloletni działacz litewskich organizacji emigracyjnych. Od 1987 reprezentował struktury emigracyjne w USA, kierując Litewską Służbą Dyplomatyczną. Po odzyskaniu przez Litwę niepodległości w 1991 objął urząd ambasadora Republiki Litewskiej w Stanach Zjednoczonych.
W 1993 kandydował z poparciem Sąjūdisu na urząd prezydenta Litwy. Przegrał z Algirdasem Brazauskasem, otrzymując 38,9% głosów.
Odznaczony Orderem Krzyża Pogoni I klasy.